# Peter Knudsen (diplomat)
 Der er flere personer med dette navn, se Peter Knudsen.
Andreas Peter Knudsen (23. april 1793 i København – 3. september 1865 sammesteds) var en dansk diplomat, far til Arthur og Edmund Knudsen.
Han var søn af højesteretsassessor og konferensråd Christian Knudsen, blev 1811 student (privat dimitteret) og 1815 cand.jur. Samme år blev han konsulatssekretær i Tunis, 1822 dansk generalkonsul i Tripolis, fik 1836 afsked med ventepenge på grund af konsulatets ophævelse og blev samme år gehejmelegationsråd.
Han var gift med Maria Mariny (ca. 1800 i Smyrna - 12. marts 1880 i København). Han er begravet på Holmens Kirkegård.